# Иркутская духовная семинария
Иркутская духовная семинария — среднее учебное заведение Иркутской епархии Русской православной церкви для подготовки церковно- и священнослужителей. Первое учебное заведение в Восточной Сибири.

## История
В 1779 году решением Святейшего Синода и по Указу императрицы Екатерины II было принято решение об открытии семинарии в Иркутске.
5 апреля 1780 года открыл семинарию епископ Иркутский Михаил (Миткевич). Семинария готовила священников и миссионеров для региона Восточной Сибири. Среди предметов в ней изучались восточные языки — китайский, маньчжурский, монгольский, а также языки и диалекты сибирских и северных народностей[какие?].
Выпускники семинарии помогали «инородцам» создавать свои азбуки[какие?], составляли разговорники[какие?], проводили широкую издательскую деятельность, нередко печатая книги[какие?] на языках и диалектах сибирских народов.
В 1790 году для семинарии было построено специальное здание неподалёку от архиерейского дома на берегу Ангары. В этом же здании поместилось и уездное Духовное училище. Ректорами Духовной семинарии, как правило, были настоятели Иркутского Вознесенско монастыря.
В 1839 году рядом с Успенской церковью было начато строительство нового здания для семинарии, куда с завершением строительных работ в 1846 году был совершён её переезд. С 1866 года при семинарии начала действовать воскресная школа.
В 1912 году при Иркутской духовной семинарии открылось церковно-историческое общество, целью которого было производить розыски, обследование и хранение памятников церковной древности и истории в Иркутской губернии.
В 1916 году решался вопрос об учреждении в Иркутске высшего духовного учебного заведения, Иркутской духовной академии.
15 января 1918 года семинария получила  предложение от комиссариата народного просвещения о преобразовании её в гимназию. В этот же день состоялось собрание преподавателей, учащихся духовных учебных заведений и церковного клира Иркутска, принявшее решение о невозможности передать учебные заведения под контроль Советской власти. 23 января все духовные учебные заведения Иркутска были закрыты, а семинария была преобразована в гимназию. После взятия города «белыми» летом 1918 Семинария была реорганизована. И вновь упразднена в начале 1920 года Советской властью, установившейся в Иркутске в январе.

## Ректоры
- Аполлос (Алексеевский) (11 августа 1811— 29 сентября 1813)
- Антоний (Добротин) (22 августа 1819—1822)
- Николай (Соколов) (апрель 1822—1826)
- Никодим (Лебедев) (29 апреля 1833—1840)
- Варлаам (Денисов) (30 сентября 1840 — 15 октября 1843)
- Пётр (Екатериновский) (16 октября 1855—1857)
- Сергий Мармарисов (1866[3])
- Иаков (Домский) (3 сентября 1866 — 23 мая 1867; 12 марта 1868 — 1 сентября 1868)
- Модест (Стрельбицкий) (11 декабря 1868—1877)
- Григорий (Полетаев) (27 апреля 1877—1888)
- Агафангел (Преображенский) (28 февраля 1888—1889)
- Никодим (Преображенский) (14 августа 1889—1893)
- Евсевий (Никольский) (18 октября 1893—1897)
- Дионисий (Сосновский) (1896—1898)
- Алипий (Попов) (1898—1901)
- Никон (Бессонов) (1901—1906)
- Евгений (Зернов) (15 марта 1906—1913)
- Зосима (Сидоровский) (1913—1914)
- Софроний (Арефьев) (12 августа 1914—1916)

## Известные выпускники
- Иннокентий (Вениаминов), святитель, митрополит Московский и Коломенский
- Герасим (Добросердов), святитель, епископ Астраханский и Енотаевский
- Ефрем (Кузнецов), священномученик, епископ Селенгинский[4]
- Парфений (Брянских), священномученик, епископ Ананьевский[5]
- Софроний (Старков), епископ Арзамасский
- Афанасий Щапов — историк-демократ[6]
- Михаил Загоскин — писатель[7]
- Алексей Бобровников — православный миссионер-монголовед[8]
- Венедикт Григорьевич Дубов — основоположник высшего профессионального образования в Хакасии[9]
- Александр Сизой — протоиерей, первый амурский и хабаровский священник, основатель первого благовещенского храма[10][11].
- Яков Нецветов — миссионер, первый представитель коренных народов Аляски, ставший православным священником. В октябре 1994 года канонизирован Православной Церковью в Америке в лике праведных[12]
- Серафим Шашков - российский публицист и этнограф, полиглот, деятель раннего сибирского областничества[13].